# Nordenskiöldsloppet
Nordenskiöldsloppet är en längdskidåkningstävling som anordnades i april 1884 på initiativ av vetenskapsmannen och polarfararen Adolf Erik Nordenskiöld, där 18 män skidade 220 kilometer, dag såväl som natt. Loppet hölls för att bevisa att Adolf Erik Nordenskiölds Svenska Grönlandsexpeditionen 1883 verkligen hade ägt rum. I april 2016 började loppet återigen att köras.

## Bakgrund
Nordenskiöld blev starkt ifrågasatt efter sin andra Grönlandsexpedition 1883. Han kom med uppgifter som nästan ingen trodde på. För att bevisa att han hade rätt beslöt han sig för att organisera en "en skidlöpningstäflan inom Jokkmokk och Qvikjokk". 
Under Svenska Grönlandsexpeditionen 1883 körde Nordenskiöld fast med sina slädar i den grönländska isen. Hans vision om att upptäcka och utforska Grönlands inre höll på att omintetgöras. Han var nämligen övertygad om att det bestod av öppna gröna landområden med skogar, precis som i Sibirien. Som en sista möjlighet skickade han iväg två samer på skidor för att utforska Grönland. De två samerna, Pava Lars Nilsson Tuorda och Anders Rassa, båda från Tuorpon sameby, deltog i expeditionen i egenskap av fjällvana skidåkare. De hade vid ett flertal tillfällen gjort kortare rekognosceringsturer i syfte att hitta de bästa färdvägarna för expeditionen. De gav sig iväg den 22 juli. Efter två dygns frånvaro började Nordenskiöld bli orolig, men ett halvt dygn senare, efter cirka 57 timmar, återvände Tuorda och Rassa ganska medtagna. De hade tvingats att vända om i brist på dricksvatten. Till Nordenskiölds besvikelse meddelade de att inga gröna områden hade upptäckts. Men trots detta blev Nordenskiöld hänförd när de informerade att de avverkat hela 460 kilometer. De hade skidat nästan oavbrutet utan sömn i två och ett halvt dygn, med undantag för när de vilade i en grop i två timmar under en storm.
När Nordenskiölds uppgifter om samernas skidfärd nådde svenska tidningar kommenterades det med stor misstro. Även hans egna vetenskapliga kollegor ifrågasatte det hela, "460 kilometer på 57 timmar - omöjligt !", var en inte alltför ovanlig allmän uppfattning. 
Nordenskiöld vände sig till sin alltid välvillige mecenat affärsmannen Oscar Dickson från Göteborg för att organisera en skidtävling som skulle ge honom rätt. Man bestämde sig för att loppet skulle ske i Pava-Lasses hemtrakter, det vill säga i Jokkmokksfjällen, och att det skulle ske under likartade förhållanden som vid Grönlandsturen. Distansen skulle vara över 200 kilometer, i obanad terräng och utan nattvila. En organisation med prisjury, tidtagare och kontrollanter upprättades. Den ansvariga tävlingsstyrelsen bestod av representanter från militärmakt och kyrka, där landshövdingen hade det övergripande ansvaret.

## Moderna Nordenskiöldsloppet
Tävlingar vid namn Nordenskiöldsloppet hade avgjorts i Jokkmokk mellan 1950- och 1980-talen, men då handlade det inte om originalsträckan. I mitten av september 2014 meddelades att planer fanns på att 2016 återigen börja köra loppet på den ursprungliga sträckan. I slutet av mars 2015 meddelade Jokkmokks kommun att loppet återupptas, och då var detta först tänkt att ske 2017. Men på grund av stort intresse bestämdes att börja köra loppet redan 2016 med målet att successivt bygga upp tävlingen under de kommande årens lopp. Loppet genomförs i samarbete mellan Jokkmokks SK, Nordenskiöldsloppet AB och flera lokala ideella föreningar med Red Bull som huvudsponsor och -partner. Loppet är det längsta i världen.
Det moderna Nordenskiöldsloppet är 220 kilometer långt, går i klassisk stil och körs sträckan Purkijaur- Årrenjarka - Jokkmokk. Den 10 april 2016 startade 335 åkare från 16 länder från Purkijaur utanför Jokkmokk. Segertiden blev 8 timmar och 37 minuter för herrarna. Tävlingen avgjordes i en spurtstrid mellan John Kristian Dahl, Anders Aukland och Øyvind Moen Fjeld. De tre första gick i mål inom en sekund efter nästan nio timmars skidåkning. Bäste svensk blev trefaldige Vasaloppsvinnare Jörgen Brink på fjärde plats. Damernas tävling vanns av Lina Korsgren, tio sekunder före Britta Johansson-Norgren. Nina Lintzén blev tredje kvinna i mål. Sista åkaren kom i mål efter 23 timmars åktid. Från och med år 2024 är sträckan Jokkmokk - Njavve - Jokkmokk, på grund av att isen på sjön Saggat mellan Njavve och Årrenjarka ofta är i ett skick som inte lämpar sig för skidåkning. Sträckan är fortsatt 220 km.

## Resultat

### Herrar
| Årtal                  | Slutsegrare | Källor           |
| ---------------------- | --- | ---------------- |
| 3 april 1884           | 1. Pava Lars Nilsson Tuorda, Sverige - 21:22.00 2. Per Olof Ländta, Sverige - 21:22.05 3. Apmut Andersson Ahrrman, Sverige - 21:33.05 |                  |
|                        | |                  |
| 10 april 2016 (190 km) | 1. John Kristian Dahl, Norge - 8:35.17 2. Anders Aukland, Norge - 8:35.18 3. Öyvind Moen Fjeld, Norge - 8:35.19                       | [ 8 ]            |
| 15 april 2017          | 1. Andreas Nygaard, Norge - 11:48.07 2. Øyvind Moen Fjeld, Norge - 11:48.09 3. Christoffer Lindvall, Finland - 11:49.48               | [ 9 ]            |
| 24 mars 2018           | 1. Andreas Nygaard, Norge - 13:25.22 2. Öyvind Moen Fjeld, Norge - 13:25.23 3. Stanislav Rezac, Tjeckien - 13:25.29                   |                  |
| 30 mars 2019           | 1. Andreas Nygaard, Norge - 11:49.08 2. Øyvind Moen Fjeld, Norge - 11:49.09 3. Vegard Vinje, Norge - 12:00.20                         |                  |
| 28 mars 2020           | Inställt på grund av Coronapandemin                                                                                                   | [ 10 ]           |
| 27 mars 2021           | 1. Klas Nilsson, Sverige - 11:44.43 2. Jiří Pliska, Tjeckien - 11:44.43 3. Daniel Strand, Norge - 11:47.31                            |                  |
| 26 mars 2022 (200 km)  | 1. Johan Lövgren, Sverige - 10:36.55 2. Antoine Auger, Frankrike - 10:43.20 3. Daniel Strand, Norge - 10:46.26                        |                  |
| 2023                   | Inte organiserat | Inte organiserat |
| 23 mars 2024           | 1. Oskar Kardin, Sverige - 12:44.02 2. Joar Andreas Thele, Norge - 12:44.07 3. Johan Lövgren, Sverige - 12:51.00                      | [ 11 ]           |
| 29 mars 2025           | 1. Johan Lövgren, Sverige - 11:54:43.9 2. Klas Nilsson, Sverige - 12:04:18.7 3. Øyvind Moen Fjeld, Norge - 12:08:38.6                 | [ 12 ]           |

Fet: Bästa tid över full distans

### Damer
| Årtal                  | Slutsegrare | Källor           |
| ---------------------- | --- | ---------------- |
| 10 april 2016 (190 km) | 1. Lina Korsgren, Sverige - 9:23.55 2. Britta Johansson-Norgren, Sverige - 9:24.05 3. Nina Lintzén, Sverige - 9:47.40    | [ 8 ]            |
| 15 april 2017          | 1. Nina Lintzén, Sverige - 13:01.01 2. Emma Bergström, Sverige - 15:01.55 3. Andrea Wickbom, Sverige - 16:31.59          | [ 9 ]            |
| 24 mars 2018           | 1. Emilia Lindstedt, Sverige - 14:01,13 2. Olivia Hansson, Sverige - 17:04.32 3. Maija Oravamäki, Finland - 17:57.42     |                  |
| 30 mars 2019           | 1. Nina Lintzén, Sverige - 13:51.07 2. Terhi Pollari, Finland - 14:59.17 3. Olivia Hansson, Sverige - 15:40.54           |                  |
| 28 mars 2020           | Inställt på grund av Coronapandemin                                                                                      |                  |
| 27 mars 2021           | 1. Frida Hallquist, Sverige - 13:32.20 2. Nina Lintzén, Sverige - 14:00.37 3. Olivia Hansson, Sverige - 14:43.38         |                  |
| 26 mars 2022 (200 km)  | 1. Frida Hallquist, Sverige - 11:42.37 2. Sandra Adriansson, Sverige - 12:02.16 3. Sofia Lindberg, Sverige - 12:13.59    |                  |
| 2023                   | Inte organiserat | Inte organiserat |
| 23 mars 2024           | 1. Linnea Johansson, Sverige - 13:58.58 2. Sofia Lindberg, Sverige - 14:08.55 3. Frida Hallquist, Sverige - 14:15.05     | [ 11 ]           |
| 29 mars 2025           | 1. Sofia Lindberg, Sverige - 13:08:38.3 2. Caroline Olsson, Sverige - 14:10:48.7 3. Jenny Ramstedt, Sverige - 15:12:46.1 | [ 13 ]           |

Fet: Bästa tid över full distans